# Acritus fimetarius
Acritus fimetarius är en skalbaggsart som först beskrevs av J. E. Leconte 1844.  Acritus fimetarius ingår i släktet Acritus och familjen stumpbaggar. Inga underarter finns listade i Catalogue of Life.